# María de Amnia
María de Amnia (Amnia, h. 770 - después de 823) fue la primera emperatriz consorte de Constantino VI del Imperio bizantino.

## Familia
María nació en Amnia, Paflagonia. El nombre de su padre se desconoce y su madre era Hipatia (según la Vita Philareti de Nicetas de Amnia), hija mayor de san Filareto, un magnate del Thema Armeniaco, conocido por sus actividades caritativas. Al enviudar, Hipatia y sus hijas se trasladaron a Constantinopla en 788.

## Emperatriz
En 788, María era una de las trece candidatas en el primer concurso de novias documentado. El concurso fue organizado por la emperatriz regente Irene en busca de una novia apropiada para su hijo Constantino VI. Constantino había estado previamente prometido con Rotruda, hija de Carlomagno e Hildegarda, pero Irene suspendió el compromiso.
María fue elegida fundamentalmente por Irene. Constantino y Estauracio, un eunuco que servía como el logothetes tou dromou, se dice que también se involucraron en la presentación de los candidatos. Sin embargo, si influyeron o no en la elección es algo no expresado. 
El matrimonio se celebró en noviembre del año 788. El matrimonio fue documentado en la crónica de Teófanes el Confesor. El matrimonio duró alrededor de seis años y dio como resultado dos hijas. Teófanes señala que Constantino se volvió contra su esposa en algún momento, atribuyendo el deterioro del matrimonio a las maquinaciones de Irene. La falta de un heredero varón tras seis años de matrimonio pudo también ser una de las razones.
En 794, Constantino había encontrado una amante en la persona de Teodote, una kubikularia (dama de honor) de su madre. En enero de 795, Constantino se divorció de María. María y sus dos hijas fueron enviadas a un convento a la isla de Prinkipo. En septiembre de 795, Constantino y Teodote se casaron. 
El divorcio inicial había encontrado desaprobación en los círculos de la Iglesia ortodoxa. El volverse a casar mientras María aún estaba viva fue visto como un intento de legalización del adulterio. La legalidad del segundo matrimonio encendió la controversia religiosa, que recibió el nombre de «cisma moiceo» (del griego moichos, "adúltero"). Sin embargo, no está documentado que María estuviera involucrada en ninguno de los conflictos de la época.
Siguió siendo una monja durante el resto de su vida. Es mencionada por última vez hacia el año 823. Su hija Eufrósine fue sacada del convento para casarse con Miguel II (reinó 820 - 829). Ella se quejó de esta decisión, pero sin éxito. Su protesta está mencionada en la correspondencia de Teodoro el Estudita. El año de su muerte se desconoce.

## Descendencia
María y Constantino tuvieron dos hijos:
- Eufrósine (h. 790 - después de 836). Se casó con Miguel II.
- Irene. Se convirtió en monja en el año 795. Mencionada viva por última vez en 796.